# Hypothese (statistiek)
In de statistische toetsingstheorie is een hypothese een veronderstelling die gemaakt wordt over de te onderzoeken kansverdelingen. Er wordt onderscheid gemaakt tussen de nulhypothese, aangeduid met H0 en de alternatieve hypothese, aangeduid met H1 of HA. Het doel van een statistische toets is door middel van een steekproef een of ander effect aan te tonen. De gevolgde methode is dat men vooralsnog aanneemt dat het effect niet bestaat, en nagaat of deze veronderstelling stand kan houden in het licht van de gevonden resultaten. Daarom kiest men als nulhypothese de veronderstelling dat het effect niet bestaat, en hoopt men deze hypothese te verwerpen. Als alternatieve hypothese kiest men de veronderstelling dat het gezochte effect bestaat. Het is deze alternatieve hypothese die men tracht te "bewijzen". Hoewel de alternatieve hypothese in veel gevallen het complement is van de nulhypothese (en dan eigenlijk overbodig), hoeft dit niet noodzakelijkerwijs het geval te zijn.
De term nulhypothese werd voor het eerst genoemd in 1934 door de Engelse geneticus en statisticus Fisher. Het concept van de alternatieve hypothese maakte geen deel uit van de formulering door Fisher. Het waren Jerzy Neyman en Egon Pearson die dit begrip formaliseerden. 

## Voorbeeld
Het vermoeden bestaat dat vrouwen vaker een verkoudheid hebben dan mannen. Als nulhypothese stelt men dat vrouwen niet vaker een verkoudheid hebben dan mannen. De alternatieve hypothese is in dit geval dat vrouwen vaker verkouden zijn dan mannen.
Vervolgens neemt men steekproeven van bijvoorbeeld willekeurig 1000 vrouwen en 1000 mannen, en stelt vast hoe dikwijls zij een verkoudheid hadden gedurende het voorbije jaar. Des te groter het gevonden aantal bij de vrouwen is ten opzichte van het aantal bij de mannen, des te minder aannemelijk is de nulhypothese. Als resultaat van het experiment wordt besloten de nulhypothese te verwerpen, als in de steekproeven het verschil tussen die aantallen een bepaalde waarde overstijgt. Er is wel altijd de mogelijkheid dat dit ten onrechte gebeurt. De kans dat de nulhypothese ten onrechte wordt verworpen is de onbetrouwbaarheid {\displaystyle \alpha } van de  toets. Het is ook mogelijk dat de nulhypothese niet wordt verworpen, hoewel er wel degelijk een effect is. De kans hierop wordt het onderscheidend vermogen {\displaystyle \gamma } van de toets genoemd. Om de onbetrouwbaarheid en het onderscheidend vermogen te berekenen, moeten de betrokken kansverdelingen bekend zijn, of wordt er gebruikgemaakt van verdelingsvrije toetsen.

## Enkelvoudige versus samengestelde hypothesen
Men maakt nog onderscheid in enkelvoudige en samengestelde hypothesen. 
Een enkelvoudige hypothese is een veronderstelling waarmee de betrokken kansverdeling volledig bepaald is. Een samengestelde hypothese legt de betrokken verdeling niet volledig vast en laat daarvoor verschillende mogelijkheden toe. Veelal zijn nulhypothesen enkelvoudig of is er bij een samengestelde nulhypothese een equivalente enkelvoudige. Alternatieve hypothesen zijn vaak samengesteld.